# (74292) 1998 SW138
(74292) 1998 SW138 – planetoida z pasa głównego asteroid okrążająca Słońce w ciągu 4,25 lat w średniej odległości 2,62 j.a. Odkryta 26 września 1998 roku.